# Vasière

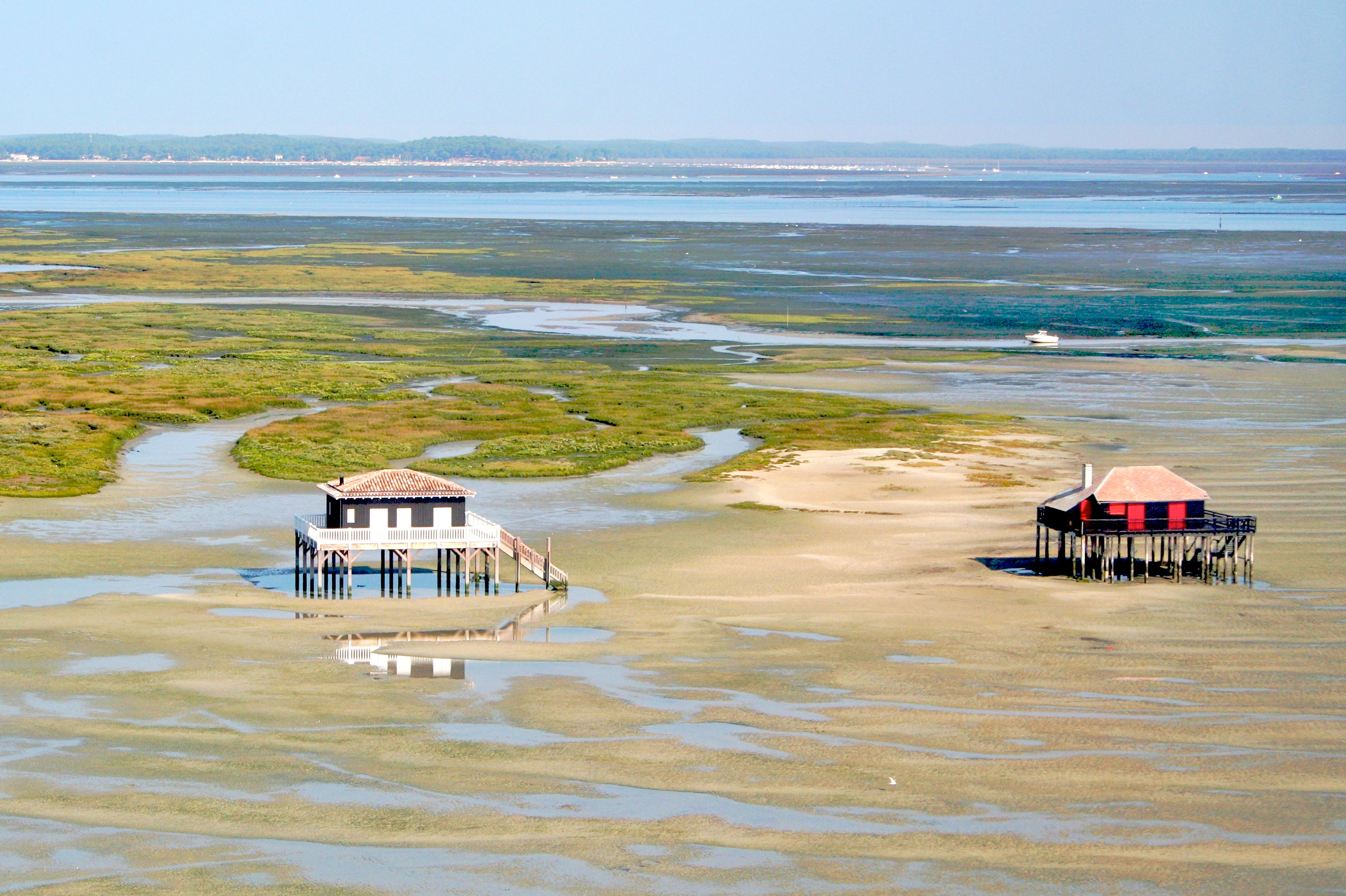
Vasière dans le bassin d'Arcachon.

Une vasière est un habitat littoral, estuarien ou sous-marin ou d'eau douce constitué de matériaux sédimentés fins non sableux. En tant qu'habitat naturel, une vasière correspond à une zone de sédimentation naturelle, mais il existe des situations plus artificielles (en raison de la construction d'un grand barrage ou d'une régulation du cours d'un fleuve par exemple), qui peuvent offrir des milieux de substitution pour la faune, s'ils ne sont pas pollués et s'ils conservent une certaine naturalité dans leur fonctionnement écologique. Elle est dite tidale ou « intertidale » si elle est située entre le niveau haut et bas de la marée.

## Illustrations

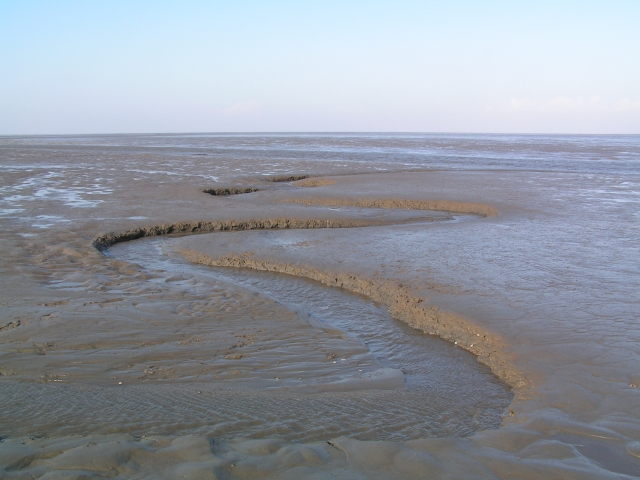
Les vasières font partie des habitats d'intérêt européens. Peu spectaculaires, elles sont pourtant importantes dans le cycle du carbone et à l'origine d'une importante productivité biologique, ici sur le littoral de la mer des Wadden Schleswig-Holstein en Allemagne.
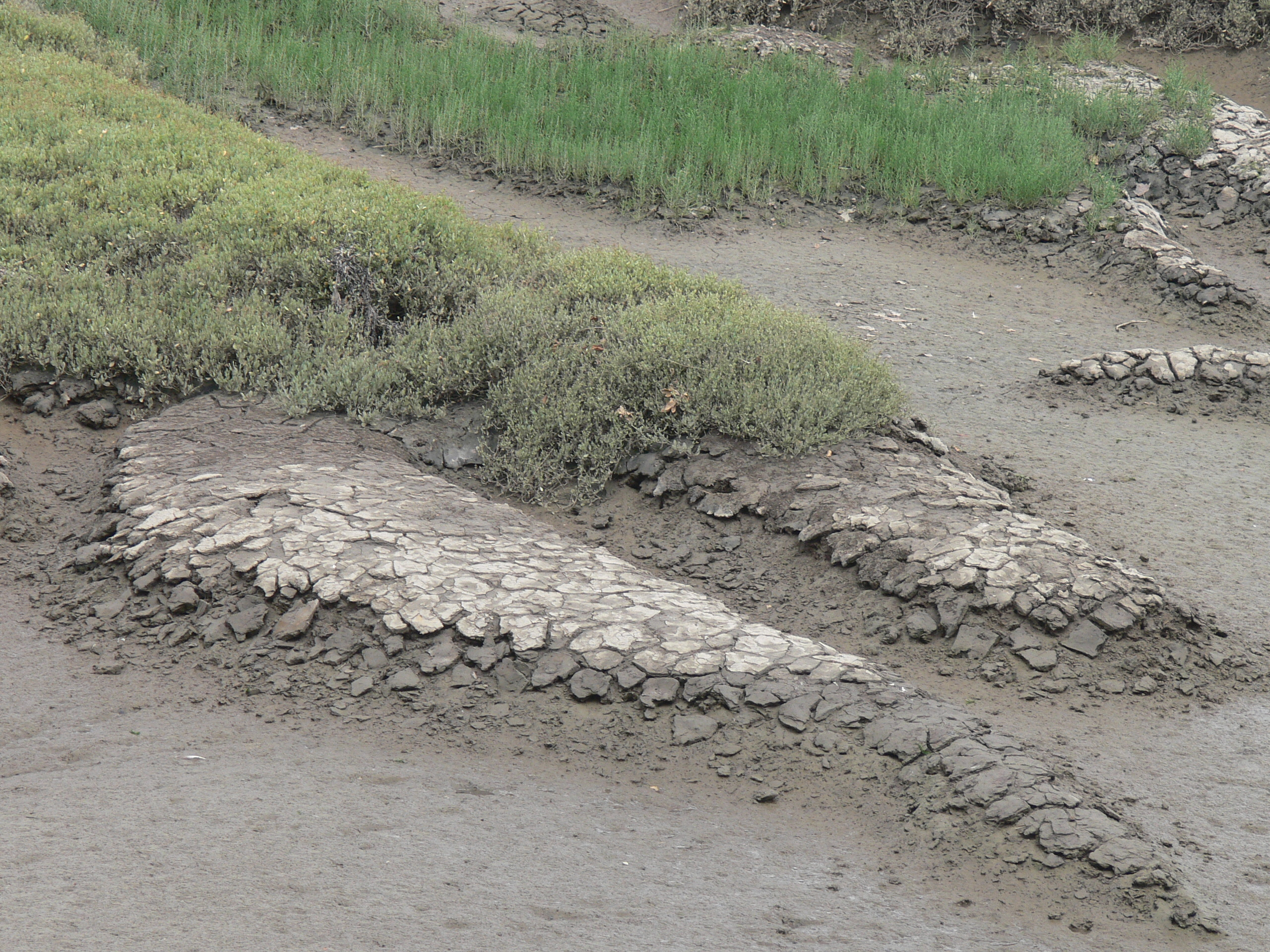
Vasières du fleuve côtier dit la Penzé (24 juillet 2010), en amont de l'Estuaire de la Penzé dans la baie de Morlaix (classé ZNIEFF, riche en oiseaux avec parfois Alca torda (Petit pingouin ou Pingouin torda), non loin des vasières de Locquénolé (ornithologiquement importantes) et de la rivière de Morlaix qui forment l'autre grande infrastructure naturelle de la Trame bleue dans ce secteur où l'on peut encore observer une soixantaine d'oiseaux plus ou moins inféodés aux zones humides et/ou aux habitats littoraux.
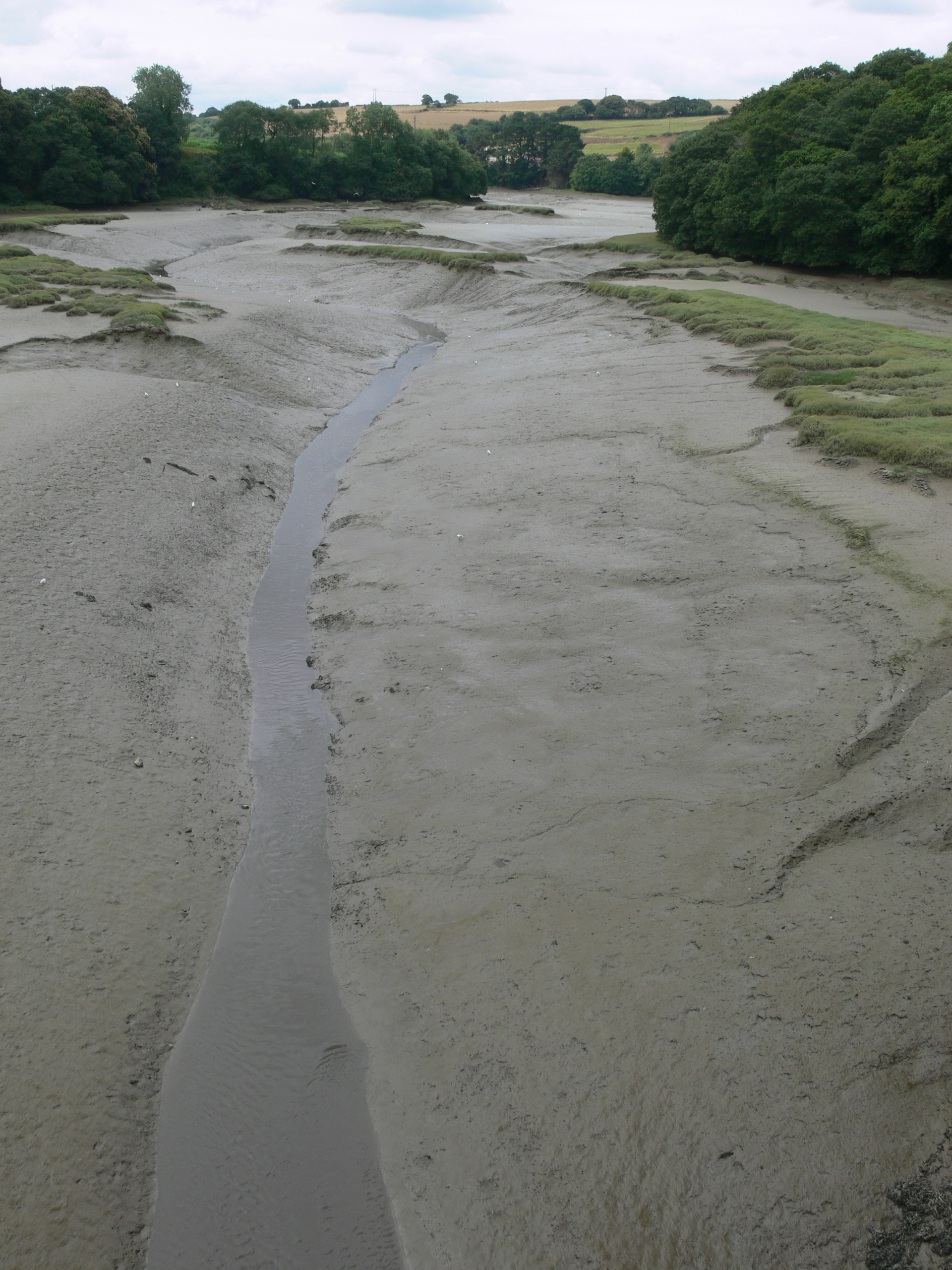
Profil transversal typique d'une vasière arrière littorale (ici sur le fleuve côtier dit la rivière de Penzé).
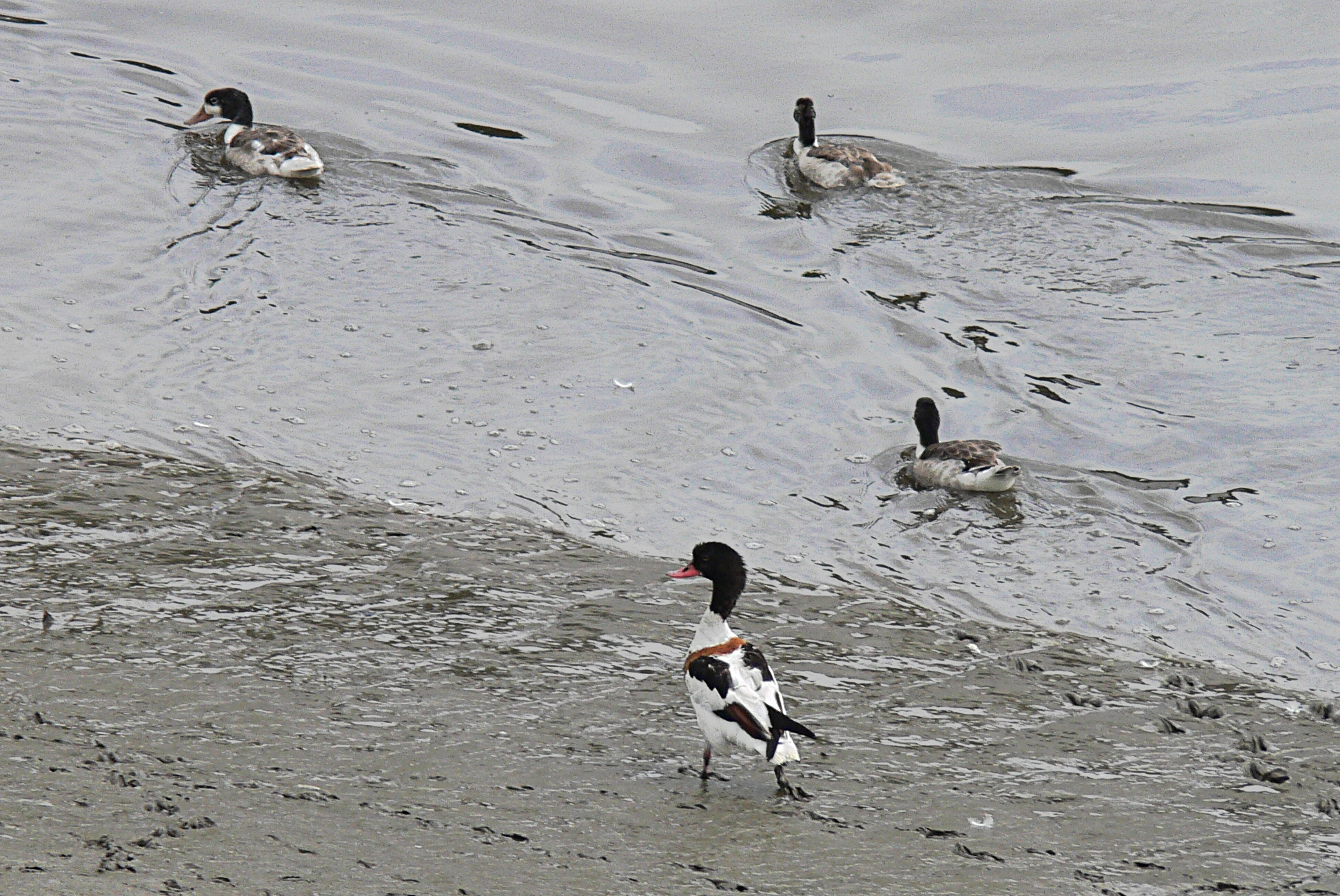
Tadorne de Belon sur les vasières de la Penzé.
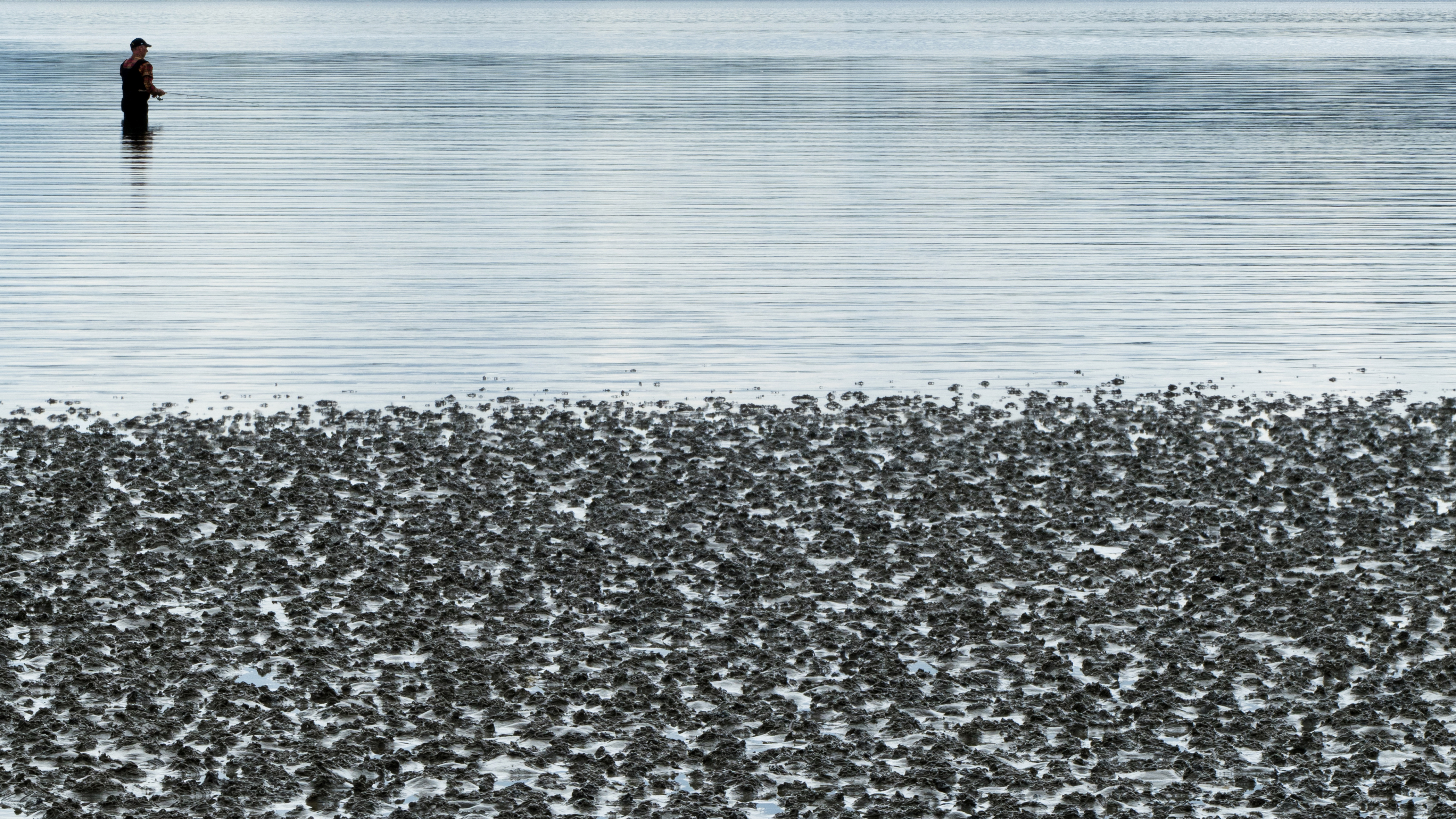
Pêcheur au large d'une vasière à Lysekil, Suède.

## Localisation dans le monde
Ce sont des milieux en forte et rapide régression partout dans le monde, mais qui restent mal connus, car ayant longtemps été moins bien cartographiés que d'autres milieux littoraux, bien qu'étant l'un des écosystèmes côtiers les plus vastes et très important en termes de services écosystémiques. Fin 2018, une cartographie en haute résolution, basée sur plus de 700 000 images satellites, a précisé leur étendue et leur évolution récente (1984-2016, soit 33 ans, le temps d'une génération humaine). Certains estrans, en Extrême-Orient, au Moyen-Orient et en Amérique du Nord ont fait l'objet de suivis sur plusieurs décennies : il est apparu qu'environ 16 % (entre 15,62 et 16,47 %) de surface ont été perdus entre 1984 et 2016.

## Caractéristiques écologiques
C'est l'habitat privilégié de certaines espèces et une zone de ponte et de refuge pour de nombreuses larves et alevins. Un biofilm se forme à l'interface vase/eau ou vase/air. Une partie des organismes qui forment ce biofilm et une partie des organismes microscopiques qui s'en nourrissent servent de nourriture à de nombreux invertébrés, alevins ou mollusques filtreurs, faisant des vasières des estuaires des nourriceries de première importance, par exemple pour le bar commun (Dicentrarchus labrax).
Les vasières sont des interfaces écologiques (des écotones) très particulières. Selon les cas (teneur en matière organique de la vase, turbidité et température de l'eau…) et selon les zones biogéographiques concernées quand elles sont immergées ou émergées, elles consomment ou produisent une quantité plus ou moins importante d'oxygène et fixent une quantité plus ou moins grande de carbone (puits de carbone). Par exemple, les vasières intertidales du bassin de Marennes-Oléron) en Charente-Maritime au début des années 1990, en fin d'hiver consommaient et produisaient plus d'oxygène en phase émergée, avec en termes de bilan une production potentielle presque doublée (de 115 à 221 mg d'oxygène par mètre carré et par heure). La quantité d'oxygène consommée par le benthos ne représentait alors que 3 % de la production par le microphytobenthos, avec une teneur en chlorophylle de + 40 % dès la cinquième heure d'émersion. Malgré l'absence de flore visible (hormis dans le cas des mangroves), la production photosynthétique d'une vasière peut être très élevée ; Les caractéristiques photsynthétiques des vasières et de leur microphyrobenthos varient cependant fortement selon la saison, l'heure, la marée, l'ensoleillement, et le contexte écopaysager. Certaines algues ou bactéries photosynthétiques semblent capables de migrer verticalement dans le sédiment, en contribuant à l'oxygéner « au-dessous de la zone photique » via la bioturbation.
Les vasières littorales peuvent être fixées par des mangroves ou dues à la conjonction de configurations particulières de courants et du trait de côte. Elles constituent une source importante de nourriture pour des oiseaux d'eau spécialisés, canards ou limicoles (souvent caractérisés par un long bec leur permettant d'aller chercher des invertébrés dans la vase).
Plus la vasière est proche de la mer, plus le sel de mer y joue un rôle de sélection vis-à-vis de la faune et de la flore.

## Typologies
On[Qui ?] distingue[réf. souhaitée] :

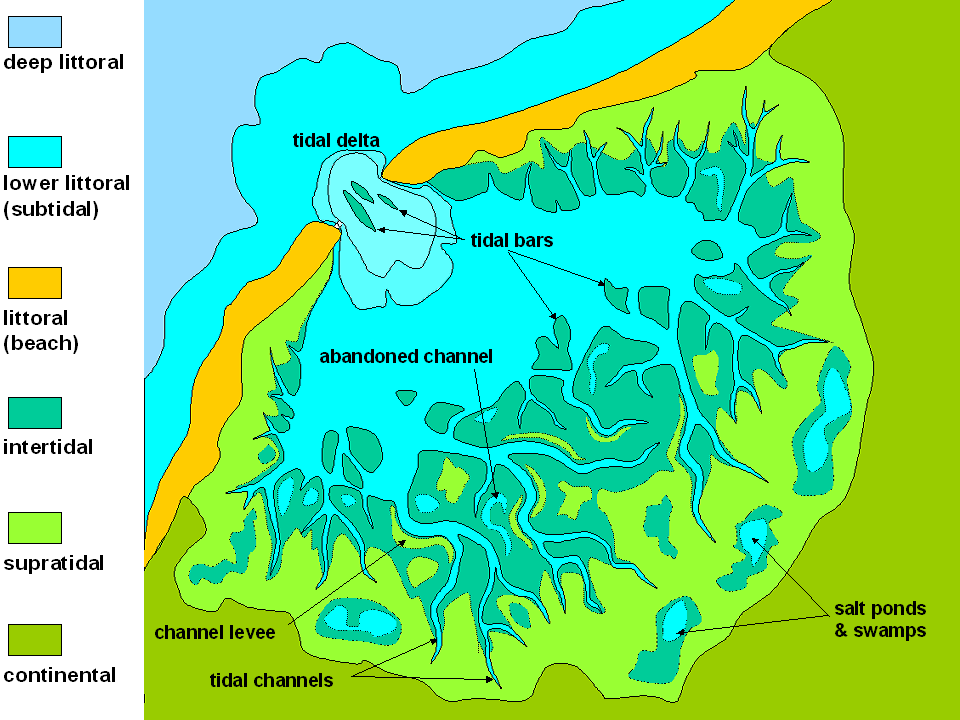
Croquis général d'une vasière, montrant la tripartition typique en zone supralittorale, intertidale et subtidale. Dans le cas présenté, la vasière est protégée vers la mer par un banc de sable, mais dans de nombreux cas (vagues de faible énergie et courants littoraux), les vasières peuvent communiquer directement avec un milieu marin peu profond.
Le caractère le plus apparent de la zone est le développement des canaux de marée affectant principalement la zone intertidale.

- les vasières d'accumulation sous-marine de matériaux pélitiques (les vasières au large) ;
- les vasières de la frange littorale (marais maritime) ou wadden[7], composés d'une slikke et d'un schorre;
- les vasières d'estuaires ou de l'aval de fleuves, subdivisées en vasière nue, ou slikke, en aval et schorre en amont, dans les estuaires.

La slikke est la partie recouverte à chaque marée, surtout composée de vase molle, lisse et non végétalisée. Elle abrite une faune composée d'espèces bivalves (palourdes, coques…) et de petits gastéropodes brouteurs appréciés des oiseaux limicoles.
Le schorre est la partie haute et plus souvent émergée, mais exposée aux embruns et couverte aux grandes marées. Le schorre est couvert de plantes halophiles (supportant le sel), la soude et l'aster dans sa partie basse, la salicorne, la spartine, et la lavande de mer (limonium) en partie moyenne et des prés salés ou une végétation buissonnante dans sa partie haute.
Matériaux

On distingue :
- La vase qui est un sédiment meuble à éléments détritiques très fins, dite « bri » sur le littoral atlantique. Ultime produit de l'érosion fluviale et marine, les particules vaseuses sont ainsi constituées de débris très fins de quartz, de mica et de feldspath, d'argile. Lorsque ces particules comprennent encore des sables (érosion incomplète), les géologues parlent de dépôt argilo-sableux.
- La tangue qui est un sédiment gris bleuté, plus épais et plus riche en calcaire que la vase (Le calcaire en constitue parfois jusqu'à 60 % du poids du sédiment sec). Elle est abondamment déposée sur les côtes de la Manche.

## État, pressions, menaces
Les vasières littorales sont - selon les cas - en progression ou plus souvent en régression (80 % des vasières auraient disparu au XXe siècle en France) presque partout dans le monde, à cause respectivement de l'augmentation de l'érosion du trait de côte et de l'érosion des continents, et à cause de l'extension des ports et de l'activité portuaire ou des curages faits pour permettre la circulation des navires.
Les vasières sont aussi des endroits qui peuvent être gravement pollués par l'adsorption de divers polluants sur les particules sédimentées, et par l'accumulation de grenaille de chasse (source importante de plomb et moindrement d'arsenic et d'antimoine, et de saturnisme animal), là où cette chasse a été pratiquée ou l'est encore.
Les marées vertes peuvent être cause de dégradation des vasières, avec en cas d'accumulation d'épais tapis d'algues des émissions de gaz carbonique, de méthane (puissant gaz à effet de serre) voire d'sulfure d'hydrogène (H2S, hautement toxique), avec alors un risque d'empoisonnement pour de nombreux animaux venant s'y nourrir, y compris des animaux terrestres comme les sangliers qui viennent volontiers manger sur les laisses de mer.
En France, les vasières les plus importantes sont en baie du mont Saint-Michel, en baie d'Audierne et dans le golfe du Morbihan. De nombreux estuaires abritent des vasières plus ou moins importantes ou écologiquement variées. Elles sont pour la plupart alimentées par des cours d'eau et donc potentiellement soumises à des apports d'eutrophisants et de polluants divers dont métaux lourds, perturbateurs endocriniens, résidus de médicaments et surtout pesticides lessivés par les pluies sur les sols agricoles du bassin versant ou ayant rejoint les cours d'eau après avoir été solubilisée dans l'air par les pluies.

## Protection
En raison de leur vulnérabilité (marées noires, échouages, pression de chasse, dérangement, proximité de raffineries ou de prots, fragilité des milieux…) et de leur importance écologique, et conformément à plusieurs directives européennes plusieurs estuaires et leurs vasières font (en partie) l'objet de protections réglementaires fortes dont le classement en réserve naturelle, avec par exemple la Réserve naturelle nationale de l'estuaire de la Seine.
Le défi est alors souvent double : contribuer à physiquement et juridiquement protéger l'existant, voire à la renaturation du site s'il a été dégradé, pour se rapprocher d'un état dynamique proche de la potentialité écologique du site. Ceci implique de maintenir toutes les fonctionnalités biologiques
Des Parcs naturels marins sont aussi concernés, et notamment le Parc naturel marin des estuaires picards et de la mer d’Opale qui englobe ou jouxte les grands « estuaires picards » et associera ses efforts de protection et de sensibilisation à ceux déjà menées en région Nord-Pas-de-Calais et en Picardie par la Réserve naturelle de la Baie de Somme (créée en 1994) incluant le Parc du Marquenterre et la Réserve naturelle de la Baie de Canche (créée en 1987).

## Vase dans les ports
Dans les bassins portuaires, la vase est en grande partie formée de déchets suspendus ou agrégés, plus ou moins riches en sable ou calcaire selon les cas. Le sédiment est onctueux, jamais uniforme, souvent travaillé par des micro-organismes, contenant à l’occasion des hydrocarbures, de l'azote, du phosphore, des métaux lourds et plus ou moins noirci par l'anoxie et l'accumulation de matières organiques.
La vase de mer ou d'estuaires peut perturber la circulation maritime, justifiant la création et l'entretien de chenaux balisés.
Tous les ports sont concernés, petits ou grands, surtout les arsenaux, par la formation de sédiments contaminés, ou par l'émission de polluants qui peuvent en aval contaminer des vasières.

Outre l’érosion côtière naturelle, le trafic maritime favorise la remobilisation, la dispersion puis la réaccumulation de sédiments.

Chaque jour, de coûteuses opérations de dragage libèrent l’accès des voies de navigation.

Le clapage consiste ensuite à déporter les boues pour les rejeter en eaux profondes sans que l’on sache vraiment comment cohabitent les déchets portuaires et l’écosystème marin. Comme les lieux de clapage sont parfois distants des zones de dragage, ou que les sédiments sont souvent trop pollués, le stockage à terre est parfois pratiqué, voire imposé par la réglementation. Mobilisant des surfaces impressionnantes, il n’est pas sans risque écologique si les déchets ne sont pas sanctuarisés, inertés ou soigneusement confinés dans des caissons étanches. Dans un cas comme dans l’autre, la solution retenue ne s’accorde pas avec l’idée de "port propre" notamment promue par l'association Ecoport.
Aujourd’hui, les opérations de traitement de vases de mer sont rares et ne concernent que de faibles volumes, principalement des « sédiments contaminés ».
Une fois décontaminés, laissés à l’abandon ou clapés, ces derniers ne sont pas valorisés.
Comme partout dans le monde, les ressources minérales sont en voie de pénurie, notamment, les matériaux alluvionnaires, riche en granulats.

## Études des vasières
Elles sont généralement pluridisciplinaires, associant des disciplines complémentaires telles que cartographie, sédimentologie, écologie, écotoxicologie, courantologie, chimie et biochimie, géologie, géomorphologie, etc. Elles peuvent faire appel à des études plus sophistiquées basées par exemple sur l'étude d'isotopes et de radioisotopes ou le traçage isotopique ou encore à l'histoire et aux sciences humaines et sociales pour ce qui relève des interactions entre homme et vasières.
Sur ces bases, il devient possible de produire une cartographie de la végétation et des principaux milieux, ainsi que diverses modélisations, notamment du réseau trophique qui est une composante déterminante des vasières étudiées du point de vue des services écosystémiques ou simplement dans une approche écosystémique. Ce travail a par exemple été réalisé au début des années 2000 pour la vasière de Brouage (Bassin de Marennes Oléron, France).